# Carex coriacea
Carex coriacea är en halvgräsart som beskrevs av Bruce Gordon Hamlin. Carex coriacea ingår i släktet starrar, och familjen halvgräs. Inga underarter finns listade i Catalogue of Life.